# ونرپنی جنوب شرقی
ونرپنی جنوب شرقی (به لاتین: Vannarpannai South East) یک منطقهٔ مسکونی در سری‌لانکا است که در استان شمالی (سری‌لانکا) واقع شده‌است.